# Michel Guillaud
Michel Guillaud (ur. 24 czerwca 1961 w Villeurbanne) – francuski duchowny rzymskokatolicki posługujący w Algierii, biskup konstantynowski (nominat). 

## Życiorys
Święcenia kapłańskie otrzymał 1 lipca 1990, został inkardynowany do archidiecezji lyońskiej. Po przyjęciu święceń uzyskał licencjat z teologii i islamologii na Papieskim Instytucie Studiów Arabskich i Islamskich. Do momentu nominacji pełnił liczne funkcje w instytucjach diecezjalnych we Francji oraz w Algierii. 
11 lipca 2025 papież Leon XIV mianował go biskupem konstantynowskim. 